# Rajdowy Puchar Pokoju i Przyjaźni 1983
Rajdowy Puchar Pokoju i Przyjaźni 1983 kolejny sezon serii rajdowej Rajdowego Pucharu Pokoju i Przyjaźni (CoPaF) rozgrywanej w krajach socjalistycznych w roku 1983. Sezon ten składał się z siedmiu rajdów i rozpoczął się 4 lutego, a zakończył 2 października, zwycięzcą został Czechosłowak Svatopluk Kvaizar, zespołowo wygrała drużyna ZSRR.

## Kalendarz[1]
| Runda | Data             | Nazwa rajdu                | Baza rajdu      | Nawierzchnia | Zwycięzca          | Wyniki |
| ----- | ---------------- | -------------------------- | --------------- | ------------ | ------------------ | ------ |
| 1     | 4-6 lutego       | 12. Rajd Russkaya Zima     | Moskwa          | Mieszana     | Viktor Moskovskich | Wyniki |
| 2     | 23-24 kwietnia   | 16. Rajd Mecsek            | Pecz            | Szuter       | Václav Pech sen.   | Wyniki |
| 3     | 7-9 maja         | 14. Rajd Złote Piaski      | Albena          | Mieszana     | Marian Bublewicz   | Wyniki |
| 4     | 17-19 czerwca    | 18. Rajd Dunaju            | Sibiu           | Asfalt       | Nikolay Bolshikh   | Wyniki |
| 5     | 9-10 lipca       | 2. Rajd Pokoju i Przyjaźni | Wrocław         | Mieszana     | Marian Bublewicz   | Wyniki |
| 6     | 9-10 września    | 15. Rajd Tatr              | Poprad          | Mieszana     | Svatopluk Kvaizar  | Wyniki |
| 7     | 1-2 października | 20. Rajd Wismut            | Karl-Marx-Stadt | Mieszana     | Svatopluk Kvaizar  | Wyniki |

1. ↑  Zwycięzcą klasyfikacji generalnej 14. Rajdu Bułgarii był Hiszpan Antonio Zanini, Marian Bublewicz w klasyfikacji generalnej zajął piąte miejsce, a wygrał klasyfikację CoPaF
2. ↑  Zwycięzcą klasyfikacji generalnej 18. Rajdu Dunaju był Węgier Attila Ferjáncz, Nikolay Bolshikh w klasyfikacji generalnej zajął drugie miejsce, a wygrał klasyfikację CoPaF
3. ↑  Zwycięzcą klasyfikacji generalnej 15. Rajdu Tatr był Włoch Franco Ceccato, Svatopluk Kvaizar w klasyfikacji generalnej zajął trzecie miejsce, a wygrał klasyfikację CoPaF

## Klasyfikacja kierowców[1]
Pierwsza dziesiątka.
| Miejsce | Kierowca          | RUS | MEC | BUL | DUN | PIP | TAT | WIS | Pkt |
| ------- | ----------------- | --- | --- | --- | --- | --- | --- | --- | --- |
| 1       | Svatopluk Kvaizar | 7   | 2   | -   | -   | 2   | 1   | 1   | 230 |
| 2       | Marian Bublewicz  | 28  | 4   | 1   | 2   | 1   | NU  | NU  | 204 |
| 3       | Vallo Soots       | 3   | 7   | -   | -   | 7   | 14  | 2   | 196 |
| 4       | Todor Nedialkov   | -   | 22  | 5   | 8   | 15  | 21  | -   | 153 |
| 5       | Joel Tammeka      | 8   | 11  | 14  | NU  | 8   | -   | NU  | 140 |
| 6       | Adam Polak        | 15  | 18  | -   | 4   | 5   | NU  | NU  | 138 |
| 7       | Václav Blahna     | NU  | 3   | -   | -   | 3   | 2   | NU  | 132 |
| 8       | Pech Václav sen.  | 9   | 1   | -   | -   | -   | 3   | NU  | 129 |
| 9       | Georgi Petrow     | -   | -   | 2   | -   | 6   | 7   | -   | 123 |
| 10      | Józef Ważny       | 32  | 28  | 10  | -   | 11  | 15  | -   | 120 |

## Klasyfikacja zespołowa[2]
| Miejsce | Zespół | Punkty |
| ------- | ------ | ------ |
| 1       | ZSRR   |        |